# Кајлаш Сатијарти
Кајлаш Сатјарти (Видиша, 11. јануар 1954) индијски је социјални реформатор и активиста. Он је водио кампању против дечјег рада у Индији и заговарао универзално право на образовање . Године 2014. био је кодобитник Нобелове награде за мир, заједно са Малалом Јусафзаи, „за њихову борбу против потискивања деце и младих и за право све деце на образовање“. Оснивач је више организација друштвених активиста, укључујући Bachpan Bachao Andolan, Global March Against Child Labour, Global Campaign for Education, Kailash Satyarthi Children's Foundation, and Bal Ashram Trust.
Калјаш Сатјарти и његов тим су ослободили више од 86.000 деце у Индији од дечијег рада, ропства и трговине људима. Сатјарти је 1998. осмислио и водио Глобални марш против дечијег рада, 80.000 km (око 49.710 ми)-дуг марш кроз 103 земље како би се изнео глобални захтев против најгорих облика дечијег рада. Ово је постао један од највећих друштвених покрета икада у име експлоатисане деце. Захтеви учесника марша, међу којима су деца и омладина (посебно преживели жртве трговине људима у сврху принудног рада, експлоатације, сексуалног злостављања, илегалне трансплантације органа, оружаног сукоба, итд.) одражени су у нацрту Конвенције МОР 182 о најгорим облицима дечијег рада. Следеће године Конвенција је једногласно усвојена на Конференцији МОР-а у Женеви.
Био је у одбору и комитету неколико међународних организација, укључујући Центар за жртве тортуре (САД), Међународни фонд за радна права (САД) и Иницијативу за какао. Сатијарти је био међу „највећим светским лидерима“ часописа Форчјун 2015. и представљен на LinkedIn-овој листи Power Profiles 2017. и 2018. Сатјарти је предводио национални марш, Бхарат Иатра, у Индији који је обухватио 19.000 km за 35 дана, да захтева законе против силовања деце и сексуалног злостављања деце.

## Историја
Сатјарти је рођен у браманској породици средње класе у Видиши, малом граду у држави Мадја Прадеш у Индији. Он је најмлађи међу четири брата и сестром у породици. Његов отац је био начелник полиције у пензији, а мајка необразована домаћица високог морала. Према Сатијартију, изузетно идеалистичка и услужна природа његове мајке имала је велики утицај на њега. Одрастао је на локалитету (мохалла) где су хиндуси и муслимани живели једни са другима. Као четворогодишње дете, научио је да чита урду од Маулвија у суседној џамији и учио хинди и енглески у својој школи.
Сатијарти је био значајно погођен недостатком приступа школи за сву децу и његовим искуством са сиромаштвом у младости. Улагао је напоре у младости да покуша да промени ове неједнакости због околности њиховог рођења.
Сатјарти је завршио своје образовање у Видиши. Похађао је Државну средњу средњу школу за дечаке у Видиши и завршио основне студије електротехнике на Технолошком институту Самрат Ашок у Видиши, који је тада био повезан са Универзитетом у Бопалу, (сада Универзитет Баркатуллах)] и постдипломски студиј високонапонског инжењерства. Сатијарти се придружио свом колеџу као предавач неколико година.

## Рад
Сатијарти је 1980. одустао од своје каријере електроинжењера и тада је основао Бацхпан Бацхао Андолан (Покрет за спасење детињства). Осмислио је и водио Глобални марш против дечијег рада и његово међународно тело за заговарање, Међународни центар за дечији рад и образовање (ICCLE), који су светске коалиције невладиних организација, наставника и синдикалаца. Био је председник Глобалне кампање за образовање од њеног почетка 1999. до 2011. године. Сатијарти је један од четири оснивача поред ActionAid-а, Окфам -а и Education International-а.
Сатјарти је 1998. осмислио и водио Глобални марш против дечијег рада који је путовао кроз 103 земље и покривао 80.000 km да захтева међународни закон о најгорим облицима дечијег рада. Марш је на крају довео до усвајања Конвенције МОР-а бр. 182 о најгорим облицима дечијег рада.
Основао је GoodWeave International (раније познат као Ругмарк) као први добровољни систем обележавања, праћења и сертификације тепиха произведених без употребе дечијег рада у Јужној Азији.
Касних 1980-их и раних 1990-их фокусирао је своје кампање на подизање свести потрошача о питањима која се односе на одговорност глобалних корпорација у вези са друштвено одговорним конзумеризмом, трговином и ланцима снабдевања. Сатијарти је истакао рад деце као питање људских права, као и питање благостања и добротворне сврхе. Тврдио је да одржава сиромаштво, незапосленост, неписменост, раст становништва и друге друштвене проблеме, његове тврдње су поткријепљене неколико студија. Имао је улогу у повезивању покрета против дечијег рада са напорима за постизање "Образовања за све". Сатијарти је био члан тела УНЕСЦКО-а и био је у одбору Fast Track Initiative (сада познате као Глобално партнерство за образовање). Сатијарти је био члан одбора и одбора неколико међународних организација укључујући Центар за жртве тортуре (САД), Међународни фонд за радна права (САД) и Међународну фондацију за какао. Увео је дечији рад и ропство у развојну агенду након 2015. за циљеве одрживог развоја Уједињених нација.
Сатијарти је 2014. године добио Нобелову награду за мир „за борбу против потискивања деце и младих и права све деце на образовање“. Сатијарти је први рођени индијски добитник Нобелове награде за мир.

## Лични живот
Сатиартхи живи у Њу Делхију, Индија. Његову породицу чине супруга, син, снаја, унук, ћерка и зет.

## Награде и почасти
Сатијарти је био тема документарних филмова, телевизијских серија, ток емисија, заговарачких филмова и филмова за подизање свести. У септембру 2017, India Times је навео Сатјартија као једног од 11 активиста за људска права чија је животна мисија да другима пруже достојанствен живот Сатијарти је награђен следећим признањима:
- 1993: изабран за члана Ашоке (САД)[36]
- 1994: Међународна награда за мир Ахенер (Немачка)[37][38]
- 1995: Награда Trumpeter (САД)[39]
- 1995: Награда Роберт Ф. Кннеди за људска права (САД)[40]
- 1998: Златна застава (Холандија)[41]
- 1999: Награда фондације Фридрих Еберт (Немачка)[42]
- 2002: Валенбергова медаља, коју додељује Универзитет Мичигеау[43]
- 2006: Награда слободе (САД)[44]
- 2007: Стејт департмент САД признање, уврштен на листу „Хероја који делују да окончају модерно ропство“[45]
- 2007: Златна медаља италијанског Сената (2007)[46]
- 2008: Међународна награда Алфонсо Комин (Шпанија)[47]
- 2009: Награда Defenders of Democracy (САД)[48]
- 2014: Нобелова награда за мир[49]
- 2014: Почасни доктор филозофије на Универзитету Алијанса[50]
- 2015: Почасни докторат Универзитета Амити, Гургаон[51]
- 2015: Универзитетска награда Харварда „Хуманитарац године“[52]
- 2016. Члан-сарадник, Аустралијски институт за менаџмент
- 2016 Доктор књижевности, Линчбург колеџ (САД)
- 2016 Доктор права (ЛЛД), Универзитет правних наука Западног Бенгала (Индија)
- 2017: P.C Chandra Puraskaa[53]
- 2017: Гинисов светски рекорд за највећу лекцију чувања деце
- 2017: Doctor Honoris Causa, EL Rector Magnífico de la Universidad Pablo de Olavide
- 2018: Почасна диплома у области науке, Универзитет Амити (Индија)
- 2018: Хуманитарна награда Сантокхба 2018
- 2019: Вукхарт фондација, награда за животно дело Индијска ТВ[54]
- 2019: Меморијална награда Мајке Терезе за социјалну правду AsiaNews-a[55]

## Књиге
- (2006) Satyarthi, Kailash; Zutshi, Bupinder (2006). Globalisation, Development And Child Rights. New Delhi: Shipra Publications. ISBN 9788175412705.
- (2016) आज़ाद बचपन की  ओर, by Kailash Satyarthi; Prabhat Prakashan.  9789351867265
- (2017) Will for Children, by Kailash Satyarthi; Prabhat Prakashan.  9789386300355
- (2017) ... Because Words Matter, by Kailash Satyarthi; Rupa Publications.  978-81-291-4845-2
- (2018) बदलाव के बोल, by Kailash Satyarthi; Prabhat Prakashan.  9789352664863
- (2018) Every Child Matters, by Kailash Satyarthi; Prabhat Prakashan.  9789352666386
- (2021) कोविड-19 सभ्यता का संकट और समाधान, by Kailash Satyarthi; Prabhat Prakashan.  978-93-90366-96-5